# Fleksjob
 Denne artikel bør gennemlæses af en person med fagkendskab for at sikre den faglige korrekthed.
    Fra 1. jan 2013 er reglerne for fleksjob blevet ændret. Det nedenstående er derfor kun delvis korrekt og bør opdateres.

Fleksjob er et dansk arbejdsmarkedspolitisk initiativ målrettet mod borgere, der ikke kan klare et ordinært arbejde pga. sygdom, men som ikke er syge nok til, at de er berettiget til førtidspension. For at komme i fleksjob skal man altså ikke kunne påtage sig et ordinært arbejde inden for alle erhverv. Det er altså ikke 'nok', at man ikke kan arbejde i sit tidligere erhverv. Alle relevante tilbud, evt. forsøg og omplacering på arbejdspladsen, skal være prøvet af, inden et fleksjob kommer på tale.
Siden fleksjobordningen blev indført i 1998 som led i den såkaldte aktive socialpolitik, er den vokset i popularitet, så den pr. juni 2012 omfatter cirka 65.000 borgere. Omkring 35.000 af disse ville have været på førtidspension, hvis ikke fleksjobordningen havde eksisteret. Formålet med ordningen er, at give så mange som muligt en aktiv tilværelse, og samtidig begrænse tilgangen til førtidspension.
Får man et fleksjob vil man komme til at arbejde på en virksomhed som alle andre og på samme vilkår. Dog vil man kun arbejde i de antal timer, man kan holde til (antallet af timer vil være undersøgt, før man får fleksjobbet. Antal timer vil man i samarbejde med ens sagsbehandler og arbejdsgiver kunne sætte op og ned) men til fuldtidsløn, med mindre den ansatte ønsker at arbejde på deltid, eller hvis vedkommendes sidste ordinære arbejde var deltidsarbejde i sammenlagt 12 måneder (deltidsarbejde = arbejde i perioder af 4 uger med højest 30 timers arbejde i ugen). Arbejdede vedkommende deltid pga. vedkommendes helbred ikke kunne holde til fuldtidsarbejde og vedkommende får tilkendt fleksjob på baggrund af disse helbredsproblemer, vil vedkommende kunne få fuldstidsløn for sit fleksjob. Arbejdsgiveren betaler lønnen og arbejdsgiveren får således tilskud (halvdelen eller to tredjedel af lønnen, afhængig af graden af den nedsatte arbejdsevne, der er et loft på tilskuddet). 
Løn, arbejdsvilkår, arbejdstid osv. aftales mellem den ansatte, virksomheden og kommunen. Arbejdsgiveren udbetaler løn til personerne i fleksjob, og modtager fra kommunen løntilskud på halvdelen eller to tredjedele af den overenskomstmæssige mindsteløn, afhængig af den pågældendes arbejdsevne. Staten refunderer 65 pct. af kommunernes udgifter til løntilskud.
Man bevarer retten til fleksjob, hvis man flytter til en anden kommune. 

## Ledighedsydelse
Hvis man mister sit fleksjob kommer man på ledighedsydelse. På ledighedsydelse skal man søge job, komme i praktik, kurser imens man venter på at komme i job igen. Ledighedsydelsen er mellem 3.141 – 3.485 kr. om ugen. Mindst hver 3. måned skal der være et møde mellem vedkommende på ledighedsydelse og ens socialrådgiver . 

## Fleksydelse
Når man er 60 år (født før 1. januar 1959, ældre hvis man er født efter) kan man få fleksydelse efter nogle regler, der minder om reglerne for efterløn. Fleksydelse er til folk, der er visiteret til fleksjob og ønsker at trække sig tilbage fra arbejdsmarkedet. Fleksydelsen er på 90 % af dagpengenes højeste beløb . 

## Eksterne kilder og henvisninger
1. ↑  CEPOS: Stor tilgang til fleksjobordningen – potentiale for reformer (Webside ikke længere tilgængelig)
2. ↑  Det Økonomiske Råd: Dansk økonomi, forår 2005 (Webside ikke længere tilgængelig)
3. ↑  "Ledighedsydelse". Arkiveret fra originalen 6. juli 2011. Hentet 6. juli 2011.
4. ↑  "Lovgivning: Bekendtgørelse af lov om fleksydelse". Arkiveret fra originalen 17. november 2011. Hentet 6. juli 2011.

- Satstabeller 2011 Arkiveret 9. juli 2012 hos  Wayback Machine
- Lovgivning: Bekendtgørelse af lov om en aktiv beskæftigelsesindsats Arkiveret 5. juli 2011 hos  Wayback Machine
- Lovgivning: Bekendtgørelse af lov om aktiv socialpolitik Arkiveret 5. juli 2011 hos  Wayback Machine
- Hvad gør jeg, hvis jeg skal ansætte en medarbejder i fleksjob? Arkiveret 19. januar 2012 hos  Wayback Machine